# Austin & Ally (banda sonora)
Austin & Ally es la banda sonora de la exitosa serie juvenil de Disney Channel, Austin & Ally. El álbum cuenta con canciones de la primera temporada de la serie interpretadas por Ross Lynch con dos Pistas adicionales (no aparecen en la serie) interpretado por la banda R5. Fue lanzado digitalmente y físicamente por Walt Disney Records el 11 de septiembre de 2012.

## Antecedentes y lanzamiento
Durante un comercial para el sencillo «Heard It on the Radio», Ross Lynch anunció que una banda sonora para la serie estaba en camino. La lista de canciones fue revelado el 20 de julio de 2012.
El 6 de agosto de 2012, la portada de la banda sonora fue revelado por la revista BOP y Tiger Beat. En la semana del 3 de septiembre de 2012, Radio Disney Planet estrenó canciones del álbum. Candice y Ross 'se hizo cargo' de la emisora de radio todas las noches a las 8 p. m. ET durante una hora hasta el 7 de septiembre de 2012.

## Lista de canciones
| Austin & Ally – Edición estándar |                                        |                   |          |  |
| N.º                              | Título                                 | Artista(s)        | Duración |  |
| 1.                               | «Heard It on the Radio»                | Ross Lynch        | 2.38     |  |
| 2.                               | «A Billion Hits»                       | Ross Lynch        | 3:08     |  |
| 3.                               | «Not a Love Song»                      | Ross Lynch        | 3:02     |  |
| 4.                               | «Illusion»                             | Ross Lynch        | 2:17     |  |
| 5.                               | «Na Na Na (The Summer Song)»           | Ross Lynch        | 2:23     |  |
| 6.                               | «Double Take»                          | Ross Lynch        | 2:24     |  |
| 7.                               | «It's Me, It's You»                    | Ross Lynch        | 2:57     |  |
| 8.                               | «Heart Beat»                           | Ross Lynch        | 3:05     |  |
| 9.                               | «Better Together»                      | Ross Lynch        | 2:26     |  |
| 10.                              | «The Way That You Do»                  | Ross Lynch        | 2:38     |  |
| 11.                              | «Break Down the Walls»                 | Ross Lynch        | 2:42     |  |
| 12.                              | «Can't Do It Without You (Theme Song)» | Ross Lynch        | 2:47     |  |
| 13.                              | «Crazy 4 U»                            | Ross Lynch and R5 | 3:00     |  |
| 14.                              | «What Do I Have to Do?»                | Ross Lynch and R5 | 3:02     |  |

## Listas y rendimiento en las listas
La banda sonora alcanzó el puesto #27 en el Billboard Top 200. También debutó en el #1 en las listas iTunes Soundtrack y permaneció allí durante cuatro semanas. La banda sonora es actualmente el #1 en el Top Digital Albums Chart de Billboard y ha ocupado ese puesto durante 7 semanas.
| Lista (2012)                        | Mejor posición |
| ----------------------------------- | -------------- |
| Estados Unidos (Billboard 200)      | 27             |
| Estados Unidos (Top Soundtracks)    | 1              |
| Estados Unidos (Top Digital Albums) | 21             |